# Bannoa hahajimensis
Bannoa hahajimensis är en svampart som beskrevs av Hamam., Thanh & Nakase 2002. Bannoa hahajimensis ingår i släktet Bannoa, ordningen Erythrobasidiales, klassen Cystobasidiomycetes, divisionen basidiesvampar och riket svampar.   Inga underarter finns listade i Catalogue of Life.